# Хайнрих II (Майнхеринги)
Хайнрих II фон Майсен (на немски: Heinrich II von Meissen; * пр. 1423; † 15 юни 1426 при Усти над Лабем/Аусиг) е бургграф на Майсен, последният Майнхеринг от линията Хартенщайн на род Майнхеринги.

## Биография
Той е син на бургграф Хайнрих I фон Хартенщайн († 1423) и съпругата му Катерина фон Глайхен († 1408).
Сестра му София фон Майсен († 1435) е омъжена пр. 3 март 1414 г. за граф Фридрих XII фон Шьонбург-Глаухау († 16 юни 1426 при Усти над Лабем/Аусиг).
Хайнрих II не се жени. Той е убит на 15 юни 1426 г. в битката при Усти над Лабем/Аусиг между саксонско-тюрингската войска и хуситите в Бохемия, както чичо му граф Фридрих XIV фон Байхлинген, командир на войската на Ландграфство Тюрингия, братовчедите му Фридрих XV фон Байхлинген и Протце фон Кверфурт, и зет му граф Фридрих XII фон Шьонбург-Глаухау, съпругът на сестра му София.